# Кровавая мама
«Крова́вая ма́ма» (англ. Bloody Mama) — фильм режиссёра Роджера Кормана, криминальная драма по рассказу Роберта Тома (Robert Thom, 1929—1979) «Мамаша Баркер». Фильм снят в Литл-Роке, Арканзас, США в 1970 году. Своеобразная режиссура Кормана, образы, которые были созданы Робертом Де Ниро и Шелли Уинтерс, сделали этот фильм культовым для нескольких поколений зрителей США. При этом отзывы критиков о картине очень часто носят негативный характер.

## Сюжет
Гангстерская драма рассказывает о реальных событиях в США во времена Великой депрессии. Экономика страны в упадке, преступность — на подъёме. Некая Мамаша Баркер (Уинтерс) сколачивает банду из собственных сыновей, мерзавцев и извращенцев всех мастей. Садист Герман (Строуд) спит со своей матерью, Ллойд (Де Ниро) употребляет тяжёлые наркотики, а при их отсутствии нюхает клей. Фред (Уолден), недавно освободившийся из тюрьмы, и его сокамерник-любовник Кевин, также присоединяются к банде. Гангстеры грабят бензозаправки, магазины, банки. С целью получения выкупа они похищают миллионера (Хингл). Полиция выходит на след преступников. Спасаясь от ареста, криминальная семья арендует большой дом на окраине одного из провинциальных городков. Сыновья всё чаще высказывают недовольство диктатом матери. Однажды Герман даже избивает её и объявляет, что отныне он главарь. Ллойд погибает от передозировки наркотиков. Фермер, обслуживающий дом, сообщает о подозрительной семье в полицию. На рассвете десятки полицейских штурмуют прибежище Баркеров. В перестрелке гибнет вся семья.

## В ролях
- Шелли Уинтерс — Мамаша Баркер
- Пэт Хингл — миллионер
- Дон Строуд — Герман
- Клинт Кимбро — Артур
- Роберт Де Ниро — Ллойд
- Роберт Уолден — Фред

## Съёмки картины
Оценив успех фильма «Бонни и Клайд», в 1968 году Роджер Корман подготовил сценарий и приступил к съёмкам гангстерской ленты о криминальной семье Баркеров. Однако, Убийство Мартина Лютера Кинга изменило настроение в обществе, режиссёр предпочёл отложить выпуск «кровавой» ленты и вернулся к работе над ней только через два года. Роль мамаши Баркер изначально предназначалась Шелли Уинтерс. Она самостоятельно подбирала актёров на роли «сыновей» из друзей и близких. Де Ниро состоял в это время в любовной связи с Шелли и был приглашён участвовать в фильме одним из первых. Чтобы максимально точно соответствовать образу наркомана-психопата Роберт похудел на 12 килограммов, его лицо осунулось и приобрело нездоровый оттенок. Центральным эпизодом картины стала смерть Ллойда, героя Де Ниро от передозировки нароктиков. Эмоциональная сцена у могилы сына отмечена как одна из лучших работ Шелли Уинтерс в её творчестве. Съёмки фильма стали рекордными для Роджера Кормана по продолжительности: они длились 4 недели. Большинство своих работ он завершал за 1-2 недели.

## Художественные особенности
В интервью для Sight & Sound, сравнивая свою картину с лентой «Бонни и Клайд», Роджер Корман подчёркивал, что если работа Артура Пенна романтизирует гангстеров, то он напротив стремился уйти от прославления криминальных похождений своих персонажей, но, напротив, делал их жалкими и максимально отталкивающими. Сама мамаша легко благословляет старшего сына на грабёж, при этом проявляет ханжеское пуританство, осуждая младших за сквернословие. Вообще отказ Баркеров от общечеловеческих норм и приличий демонстрируется режиссёром подчёркнуто негативно, особенно в сценах глумления над пожилыми дамами, медленного садистского  убийства молодой девушки со странным именем Рембрандт, ловли аллигатора на живую приманку. Реалистичный подход к персонажам используется автором на протяжении всего фильма.